# ديف ثييل
ديف ثييل هو سياسي كندي، ولد في 1952.